# Sarail
Sarail (en bengali : সরাইল) est une upazila du Bangladesh dans le district de Brahmanbaria. En 2011, on y dénombrait 315 208 habitants.